# Бајза
Бајза (алб. Bajzë) је насељено место у општини Велика Малесија у округу Скадар, Албанија. Према попису из 2001. године било је 952 становника.
Бајза су једно од насеља малисорског племена Кастрати. Раније је била део насеља Иванај и налази се у Доњим Кастратима.